# Joan Maria Guasch i Miró
Joan Maria Guasch i Miró (Barcelona, 28 de agosto de 1878-15 de julio de 1961) fue un poeta modernista español en lengua catalana.

## Biografía
Nació el 28 de agosto de 1878 en Barcelona. Sus primeras obras se centraron en los cantos a la naturaleza, con una fuerte influencia maragalliana, como se denota en Joventut (1900) y Pirinenques (1910). Son obras en las que idealiza la naturaleza, relacionando el paisaje con la armonía y el equilibrio vital. Desde Ofrena (1912) se acercó más a la poesía popular, con una cierta influencia de Josep Carner, pese a ser un convencido antinovecentista. Le siguieron en esta línea Branca florida (1923), Camí de la font (1930), La Rosa dels cinc sentits (1937) y Amor i tardanies (no fechado).
Su segunda esposa, Maria Montserrat Borrat, fue la fundadora de la Editorial Estel, que reeditó las obras de Guasch.
Participó asiduamente en los Juegos Florales de Barcelona, donde ganó diversos premios y fue nombrado Mestre en Gai Saber en 1909. Asimismo, por su promoción del occitanismo, en 1933 el gobierno francés le nombró caballero de la Legión de Honor. 

## Juegos Florales
- Per les montanyes (1900), premio Englantina de oro
- Del seu àlbum (1900), 1er accésit a la Flor Natural
- Soleyada (1900), 3er accésit a la Flor Natural
- La nit ab los pastors (1903), 2º accésit a la Flor Natural
- Retaule (1904), accésit al premio ordinario
- Plafons(1908), accésit al premio ordinario
- Ègloga (1908), premio de la Flor Natural
- Poemet del claustre (1909), premio de la Viola de oro y plata
- L'amor que torna (1919), premio de la Flor Natural
- Branca florida (1920), premio de la Flor Natural
- La Flor vermella (1924), premio de la Flor Natural
- La nit al bosc (1926)
- Passa l'amor (1930), premio de la Flor Natural
- Vida-Amor (1933), premio extraordinario del Consistorio